# Вывод израильских войск из Южного Ливана
Вывод израильских войск из Южного Ливана — эпизод по окончании конфликта в Южном Ливане. Израиль вывел свои войска из занятых им территорий Ливана.

## Предыстория
Начиная с конца 1960-х годов и особенно в 1970-х годах, после поражения Организации освобождения Палестины (ООП) в конфликте в Иордании палестинские беженцы, в том числе боевики, связанные с ООП, начали селиться в Южном Ливане. В 1969 году лидер ООП Ясир Арафат подписал с Ливаном соглашение, позволившее ему вести с ливанской территории «вооружённую борьбу» с Израилем, при условии, что это не будет подрывать «суверенитет и благополучие Ливана». Палестинские боевики установили в Южном Ливане «государство в государстве», производя оттуда обстрелы Израиля и вторжения на его территорию. Напряжение между различными этнорелигиозными и политическими группами привело к началу ливанской гражданской войны (1975—1990). Вскоре после её начала в Ливан вступили войска враждебной Израилю Сирии, поддержавшей ООП и мусульман-суннитов против христиан-маронитов.
В 1982 году, после многочисленных нападений на него с территории Южного Ливана, Израиль начал операцию «Мир для Галилеи», в результате которой завладел территорией вблизи израильско-ливанской границы, пользуясь поддержкой преимущественно христианской Армии Южного Ливана.

## Ход событий
Перед израильскими выборами в мае 1999 года премьер-министр Израиля Эхуд Барак пообещал, что в течение года все израильские войска будут выведены из Южного Ливана, фактически прекратив поддержку армии Южного Ливана. Когда переговоры между Израилем и Сирией, целью которых было заключение мирного соглашения также между Израилем и Ливаном, провалились из-за сирийского контроля над Ливаном (до 2005 года), Барак принял решение об отводе Армии обороны Израиля к израильской границе. В связи с растущим давлением на Армию Южного Ливана и администрацию «Пояса безопасности Южного Ливана» система начала разваливаться, и многие военнослужащие и администрация попросили политического убежища в Израиле и других странах. Из-за участившихся нападений «Хезболлы» положение в рядах Армии Южного Ливана ухудшилось, сократился призыв на военную службу и возрос уровень дезертирства нижних чинов. В апреле 2000 года, когда стало ясно, что вывод израильских войск произойдёт в течение нескольких недель или месяцев, некоторые чиновники ОАС начали переезжать со своими семьями на север Израиля.
Полный уход Израиля к международно признанной границе произошёл 24 мая 2000 года. Армия Южного Ливана вскоре распалась, большинство офицеров и чиновников администрации бежали в Израиль со своими семьями, поскольку «Хезболла» усилила давление на оставшиеся подразделения. Когда Израиль разрешил приток беженцев, около 7000 беженцев, включая солдат Армии Южного Ливана, должностных лиц Зоны безопасности и их семьи, прибыли в Галилею.

## Последствия
Вывод израильских войск привел к распаду АЮЛ и окончательному краху государства Свободный Ливан, а также стремительному продвижению сил Хезболлы в этот район. Когда Израильские силы обороны отошли, тысячи ливанцев-шиитов устремились на юг, чтобы вернуть свои поселения. Этот вывод считался победой Хезболлы и повысил её популярность в Ливане. Тем не менее, правительство Ливана и Хезболла заявляют, что Израиль по-прежнему удерживает фермы Шебаа, небольшой участок территории на границе Ливана, Израиля и Сирии, со спорным суверенитетом.
Поскольку правительство Ливана, поддерживаемое сирийцами, отказалось разграничить свою границу с Израилем, Израиль в одностороннем порядке связался с картографами ООН во главе с региональным координатором Терье Рёд-Ларсеном, чтобы подтвердить, что Израиль отступил со всех оккупированных ливанских территорий. 16 июня 2000 года Совет Безопасности ООН пришел к выводу, что Израиль действительно отозвал свои войска из Ливана в соответствии с резолюцией 425 Совета Безопасности ООН.
Израиль рассматривал этот шаг как тактический уход, поскольку всегда считал Зону безопасности буферной зоной для защиты граждан Израиля. Покончив с оккупацией, кабинет Барака предположил, что это улучшит его имидж во всем мире. Эхуд Барак утверждал, что «Хезболла пользовалась бы международной легитимностью в борьбе с иностранным оккупантом», если бы израильтяне в одностороннем порядке не покинули Ливан.

## Память
Ежегодно 25 мая жители Ливана отмечают День освобождения. Этот праздник был установлен в память об отступлении израильских войск с территории южного Ливана 25 мая 2000 года после двадцати двух лет оккупации.

## См-также
- Государство Свободный Ливан
- Гражданская война в Ливане
- Ливанская война (1982)